# Platycleis ankarensis
Platycleis ankarensis är en insektsart som först beskrevs av Karabag 1950.  Platycleis ankarensis ingår i släktet Platycleis och familjen vårtbitare. Inga underarter finns listade i Catalogue of Life.